# Otfried Reithinger
Otfried Reithinger (* 28. August 1938 in Kempten (Allgäu)) ist ein deutscher Arzt und ehemaliger Senator im Bayerischen Senat.

## Biographie
Reithinger legte 1958 sein Abitur am Humanistischen Gymnasium Kempten ab und studierte Medizin in München, Wien, Innsbruck und Marburg, wo er auch das Medizinische Staatsexamen ablegte. Am Krankenhaus München-Harlaching folgte seine Fachweiterbildung zum Urologen. In diesem Beruf, als Kassenarzt und als Belegarzt war er am Kreiskrankenhaus Ebersberg tätig. Von 1976 bis 1992 war er Vorsitzender des ärztlichen Kreisverbands Ebersberg sowie Mitglied des ärztlichen Bezirksverbandes Oberbayern. Er gehörte außerdem der Vertreterversammlung der Kassenärztlichen Vereinigung Bayerns und dem Vorstand des Bayerischen Hartmannbundes an, dessen stellvertretender Vorsitzender er war. 1994 wurde er in das Präsidium des Verbandes Freier Berufe in Bayern gewählt, 1996 in den Bayerischen Senat, dem er bis zu seiner Auflösung 1999 angehörte.